# موتور الله أباد شمارة 7 (أرزوئية)
موتور الله أباد شمارة 7 (بالإنجليزية: Mowtowr-e Allahabad-e Shomareh-ye 7)‏ هي منطقة سكنية تقع في إيران في Arzuiyeh Rural District. يقدر عدد سكانها بـ 33 نسمة .